# Thyrosticta raharizonina
Thyrosticta raharizonina là một loài bướm đêm thuộc phân họ Arctiinae, họ Erebidae.